# Тридцять шість стратагем
Тридцять шість стратагем, або 三十六計 (sānshíliù Jì) — стародавній китайський воєнний трактат, що містить тридцять шість коротких фраз разом із поясненнями. Кожна фраза є стислим описом однієї з тридцяти шістьох тактик поведінки чи хитрощів, що їх китайці вживали й досі вживають не тільки на бойовищі, але також у політиці та навіть у повсякденному житті.
Кожна така фраза-ідіома є лише коротким посиланням на історичні приклади й притчі, що вони добре відомі майже кожному освіченому китайцеві.

## Стратагеми
1. Ввести в оману небо (імператора), щоб перепливти море. (瞞天過海)
Приховування мети, зпантеличення.[1]
2. Взяти в облогу Вей, щоб урятувати Чжао. (圍魏救趙)
Непрямий тиск на супротивника за допомогою погрози спрямованої проти одного з його вразливих місць. Стратагема «Ахілесової п'яти»[2]
3. Вбити чужим ножем. (借刀殺人)
Знищити супротивника чужими руками. Стратагема підставної особи.[3]
4. Відпочивши, очікувати стомленого супротивника. (以逸待勞)
Стратагема виснажування супротивника.[4]
5. Грабувати під час пожежі. (趁火打劫)
Отримувати вигоду з труднощів та кризового становища іншого. Стратагема стерв'ятника.[5]
6. Збити бучу на сході, щоб ударити на заході. (聲東擊西)
Обманний маневр для приховування справжнього напряму атаки. Стратагема прихованого маневру.[6]
7. Отримати щось з нічого. (無中生有)
Стратагема дезінформування.[7]
8. Крадькома вирушити в Ченьцан. (暗渡陳倉)
Стратагема приховування задумів.[8]
9. З протилежного берега спостерігати пожежу. (隔岸觀火)
Нібито байдуже спостерігати за супротивником який опинився у важкому становищі. Бездіяльність, невтручання до часу поки ситуація не зміниться до очевидно вигідної. Стратагема невтручання, очікування.[9]
10. За посмішкою приховувати кинджал. (笑裡藏刀)
Приховувати ворожі наміри зовнішньою люб'язністю та гарними словами. Стратагема лукавства.[10]
11. Слива засихає замість персика. (李代桃僵)
Пожертвувати кимось заради спасіння іншого. Принести у жертву щось менш цінне задля здобуття більш цінного. Стратагема козла відпущення.[11]
12. Принагідно украсти вівцю. (順手牽羊)
Постійна готовність використовувати переваги за появи можливостей. Стратагема Кайроса.[12]
13. Бити траву, щоб сполохнути змію. (打草驚蛇)
Непрямі попередження та залякування. Стратагема провокації.[13]
14. Позичити труп, щоб повернути душу. (借屍還魂)
15. Зманити тигра з гори. (調虎離山)
16. Коли хочеш щось зловити, спочатку відпусти. (欲擒故縱)
17. Кинути цеглину, щоб отримати яшму. (拋磚引玉)
18. Щоб знешкодити розбійницьку зграю, спочатку злови ватажка. (擒賊擒王)
19. Крадькома підкладати хмиз під казан. (釜底抽薪)
20. Ловити рибу в каламутній воді. (混水摸魚)
21. Золота цикада скидає свою шкірку. (金蟬脫殼)
22. Зачинити двері й зловити злодія. (關門捉賊)
23. Об'єднатися з тим, хто далеко, щоб напасти на близького. (遠交近攻)
24. Вдавати, що лише хочеш пройти крізь державу Го, і захопити її. (假道伐虢)
25. Вкрасти сволоки і замінити їх кривими підпорами. (偷梁換柱)
26. Показуючи на акацію, лаяти шовковицю. (指桑罵槐)
27. Вдавати божевільного, лишаючись здоровим. (假癡不癲)
28. Заманити на дах і прибрати сходи. (上屋抽梯)
29. На сухих деревах розпускаються штучні квіти. (樹上開花)
30. З гостя перетворитися на господаря. (反客為主)
31. Стратагема красивої людини. (美人計)
32. Стратагема відчиненої міської брами. (空城計)
33. Стратагема сіяння розбрату. (反間計)
34. Стратагема заподіювання шкоди самому собі. (苦肉計)
35. Стратагема ланцюга хитрощів. (連環計)
36. Втеча — найкраща стратагема. (走為上計)